# Here I Am (Bryan Adams)
Here I Am è una canzone del cantante canadese Bryan Adams.
Il brano è stato scritto e registrato nel 2002 per la colonna sonora del film d'animazione Spirit - Cavallo selvaggio e come primo estratto dal nono album in studio di Adams Spirit: Stallion of the Cimarron. Il singolo ha raggiunto la posizione numero uno in Portogallo ed a Taiwan. È stata pubblicata anche una versione in lingua francese dal titolo Me Voilà e una in lingua italiana dal titolo Sono Qui.
La canzone ha vinto l'ASCAP Award ed è stata nominata ai Golden Globe nella categoria "Miglior canzone originale".

## Altre versioni
La canzone è stata cantata in italiano da Zucchero Fornaciari.

## Il video
Il video prodotto per Here I Am è stato girato in alcune radure selvagge americane, e vede Adams in compagnia di numerose donne vivere in mezzo alla natura, mentre combatte contro sete, fame e animali selvaggi. Come riferimento al film Spirit - Cavallo selvaggio, viene mostrata una mandria di cavalli selvaggi. Il video è stato diretto da Mike Lipscombe e prodotto da Michael Pierce.

## Formazione
- Bryan Adams - voce, chitarra acustica, elettrica
- Mickey Curry - batteria
- Jimmy Jam and - tastiera, sintetizzatore
- Terry Lewis - tastiera, sintetizzatore
- Keith Scott - chitarra

## Tracce
1. Here I Am (End Title)
2. You Can't Take Me - Alternate Version
3. Cloud Number Nine - Live From Slane Castle
4. Here I Am (Instrumental)

## Classifiche
| Classifica (2002)                | Posizione più alta |
| -------------------------------- | ------------------ |
| Australia                        | 86                 |
| Austria                          | 12                 |
| Belgio (Fiandre)                 | 14                 |
| Belgio (Vallonia)                | 2                  |
| Danimarca                        | 15                 |
| Europa                           | 17                 |
| Germania                         | 17                 |
| Irlanda                          | 15                 |
| Paesi Bassi                      | 14                 |
| Nuova Zelanda                    | 48                 |
| Polonia                          | 2                  |
| Portogallo                       | 1                  |
| Repubblica Ceca                  | 1                  |
| Romania                          | 7                  |
| Regno Unito                      | 5                  |
| Regno Unito (physical)           | 5                  |
| Scozia                           | 5                  |
| Stati Uniti (adult contemporary) | 5                  |
| Stati Uniti (bubbling)           | 23                 |
| Svezia                           | 15                 |
| Svizzera                         | 24                 |
| Ungheria                         | 19                 |

### Classifiche di fine anno
| Classifica (2002)                | Posizione |
| -------------------------------- | --------- |
| Belgio (Fiandre)                 | 43        |
| Canada                           | 87        |
| Germania                         | 75        |
| Svizzera                         | 76        |
| Regno Unito                      | 131       |
| Stati Uniti (adult contemporary) | 15        |

## Riconoscimenti
- 2003 - Golden Globe
  - Nomination Miglior canzone